# Kicking Bear
Kicking Bear nom donat pels nord-americans al guerrer d'ètnia sioux Mato Wanatarka (1846-1904). Membre de la tribu oglala, lluità amb Bou Assegut a Rosebud i a Little Big Horn el 1876. Convertit a la Ghostdance per Wovoka, n'esdevingué apòstol entre els sioux i va convertir Bou Assegut. Detingut el gener del 1891 com a instigador pels fets de Wounded Knee del 1890, fou traslladat a Dakota del Sud el 1892.